# Liste der Pfarrer an der Kirche St. Peter (Büderich)
Diese Liste enthält die Amtszeiten und Namen der Pfarrer der katholischen Pfarrgemeinde St. Peter Büderich.
| Amtsbeginn | Amtsende | Name                                                   | Bemerkung |
| ---------- | -------- | ------------------------------------------------------ | --- |
| vor 1358   |          | Gottschalk                                             | |
| 1416       | 1443     | Tillmann Schynsel                                      | |
| 1447       | 1455     | Everwyn Duemer                                         | |
| 1457       | 1457     | Arnold Thoen                                           | |
| 1457       | 1460     | Johann Haver                                           | |
| 1461       | 1464     | Heinrich Hessel                                        | |
| 1464       | 1468     | Gerhard Opheck                                         | In seine Amtszeit fällt der gotische Neubau der Pfarrkirche St. Peter in Alt-Büderich |
| 1468       | 1475     | Lambert van der Schuren (auch Lambert von der Schüren) | Sohn des herzöglichen Sekretärs und Verfassers einer klevischen Chronik Gert van der Schurens |
| 1468       | 1480     | Gerhard Boellen                                        | |
| 1480       | 1496     | Johann van der Schuren (auch Johann von der Schüren)   | Sohn des herzöglichen Sekretärs und Verfassers einer klevischen Chronik Gert van der Schurens |
| 1497       | 1516     | Theodor Poet                                           | |
| 1517       | 1534     | Hermann Buyst                                          | Durch seine Sympathie mit der Reformation sowie durch seinen Kaplan Johann Klopreis erhielt die neue Lehre Eingang in Büderich. |
| 1535       | 1557     | Johann Breyel                                          | |
| 1557       | 1588     | Johannes van Rhaydt                                    | |
| 1588       | 1591     | Hermann Spaehr                                         | Er war zugleich Pfarrer in Borth. |
| 1591       | 1602     | Heinrich Westenius                                     | |
| 1603       | 1606     | Theodor Fuerdt                                         | |
| 1608       | 1609     | Nikolaus Kettelbandt                                   | |
| 1615       | 1629     | Gottfried Intven                                       | |
| 1630       | 1672     | -------------                                          | In der Zeit von 1630 bis 1672 war Büderich ohne kath. Pfarrer. Die Pfarrkirche befand sich ausschließlich in den Händen der reformierten Gemeinde. Katholischer Gottesdienst fand dagegen im Kloster Gertrudenthat statt. Rektor des Klosters war zu dieser Zeit Pater Molinaeus.                                                     |
| 1672       | 1674     | Heinrich Goffine                                       | Ab 1673 wurde die Pfarrkirche simultan von Katholiken und Reformierten genutzt. |
| 1680       | 1686     | Heinrich Dyckmann                                      | |
| 1691       | 1719     | Ignatius Willemsen                                     | |
| 1719       | 1748     | Johann Wiltforst                                       | |
| 1749       | 1779     | Johann Schöninck                                       | |
| 1779       | 1818     | Arnold Rechtmann                                       | In seine Amtszeit fällt die völlige Zerstörung Alt-Büderichs und der Beginn des Baus von Neu-Büderich, etwa 1,5 km rheinaufwärts. Er ist der erste Pfarrer, der auf dem Friedhof Neu-Büderichs beigesetzt wurde. |
| 1818       | 1839     | Gerhard Houben                                         | In seien Amtszeit fielen die Grundsteinlegung der Kirche St. Peter in Neu-Büderich am 30. September 1819 sowie die Weihe der neuen Kirche am 11. September 1821. |
| 1839       | 1863     | Johannes Ebus                                          | |
| 1863       | 1903     | Dechant Heinrich Schoofs                               | Verfasser der Geschichte der katholischen Gemeinde in Büderich, von den Tagen der Reformation bis auf die neueste Zeit, nach den Acten des Pfarrarchivs und des Dekanatsarchivs Xanten. Romen, Wesel 1880 (Digitalisierte Ausgabe der Universitäts- und Landesbibliothek Düsseldorf)                                                  |
| 1903       | 1919     | Franz Ohters                                           | |
| 1920       | 1954     | Theodor Bergmann                                       | * 18. Juni 1871 in Waltrop, † 1964, wirkte in Büderich über Jahrzehnte auch als Heimatforscher. |
| 1954       | 1969     | Dechant Albert Heistrüvers                             | |
| 1969       | 1981     | Johannes Buchinger                                     | |
| 1981       | 1982     | Kurt Josef Wielewski                                   | Siehe: Klaus Große-Kracht: Pfarrer Kurt-Josef Wielewski – Die Weltkirche als Fluchthilfeorganisation. In: Bernhard Frings u. a.: Macht und sexueller Missbrauch in der katholischen Kirche. Betroffene, Beschuldigte und Vertuscher im Bistum Münster seit 1945. Herder, Freiburg im Breisgau 2022, S. 71–94, ISBN 978-3-451-38995-5. |
| 1982       | 1983     | Gerhard Sievers als Pfarrverwalter                     | |
| 1983       | 2003     | Gerhard Storm                                          | Verfasser des Buches Versöhnung mit dem Mörder: Glaubenserfahrung und Glaubenszeugnis. Goch, 1984, ISBN 978-3-8107-0085-8. |
| 2003       | 2014     | Wieslaw (Georg) Zglinnicki                             | |